# تام ویتاکر
 تام ویتاکر  (به انگلیسی: Tom Whittaker) (زاده ۲۱ ژوئیه ۱۸۹۸ - درگذشته ۲۴ اکتبر ۱۹۵۶) بازیکن و مربی سابق اهل انگلستان بود. او سابقه بازی و مربی‌گری در تیم آرسنال را دارد.